# Francesco Saverio Salerno
Francesco Saverio Salerno (ur. 27 sierpnia 1928 w Casercie, zm. 21 stycznia 2017 w Rzymie) – włoski duchowny katolicki, sekretarz Prefektury Ekonomicznych Spraw Stolicy Apostolskiej 1997-1998 i Najwyższego Trybunału Sygnatury Apostolskiej 1998-2003.

## Życiorys
Święcenia kapłańskie otrzymał 16 marca 1952.
20 grudnia 1997 papież Jan Paweł II mianował go biskupem ze stolicą tytularną Caere oraz sekretarzem Prefektury Ekonomicznych Spraw Stolicy Apostolskiej. 6 stycznia 1998 z rąk papieża Jana Pawła II przyjął sakrę biskupią. 23 października 1998 mianowany na sekretarza Najwyższego Trybunału Sygnatury Apostolskiej. 30 grudnia 2003 ze względu na wiek na ręce papieża Jana Pawła II złożył rezygnację z zajmowanej funkcji.
Zmarł 21 stycznia 2017.